# Teófano de Atenas
Teófano de Atenas (en griego antiguo: Θεοφανώ) (fallecida después del año 811) fue la emperatriz bizantina consorte por su matrimonio con el emperador Estauracio, inaugurando la dinastía Fócida del imperio. Según las crónicas de Teófanes el Confesor, estaba emparentada con Irene de Atenas, emperatriz del 797 al 802. Ambas mujeres habían nacido en Atenas, si bien el grado exacto de parentesco es desconocido.
El 20 de diciembre de 807, según la crónica de Teófanes, se casó con Estauracio, coemperador del imperio bizantino junto a Nicéforo I, de quien era su único hijo. Ambos cogobernaron hasta el año 803. Antes de su matrimonio, parece que Teófano estaba comprometida con otro hombre, si bien acabó por ser seleccionada para participar en un concurso de doncellas entre las cuales el heredero al trono bizantino tenía que elegir esposa. Probablemente fue escogida para dar legitimidad a la dinastía Fócida, al quedar emparentada así con un miembro de la anterior dinastía isáurica como era Irene de Atenas.
El 26 de julio de 811, Nicéforo I fue murió en combate tras marchar hacia Plisca, capital de los búlgaros, llegando a incendiar el palacio del kan Krum tras los diversos ataques contra la región del río Estrimón y asediar Serdica. Las medidas resultaron ineficaces y los búlgaros continuando atacando y realizando nuevas avanzadillas contra los bizantinos. Durante una emboscada cerca de un desfiladero en ruta hacia Serdica (actual Sofía), fueron atrapados por una pinza de soldados búlgaros. El emperador falleció en la batalla, y su hijo y heredero Estauracio consiguió reunir a los pocos hombres supervivientes y emprender la retirada hacia Adrianópolis. No obstante, las heridas sufridas acabaron vislumbrando gravedad en los hechos, tras haber recibido un golpe en la espalda cerca del cuello, que le había dejado paralizado.
Estauracio quería elegir a su esposa Teófano como sucesora, pero parece que la posibilidad de ver reinar una nueva emperatriz tan poco tiempo después de Irene de Atenas, no gustaba a la nobleza, que apoyó a la propia hermana del emperador, Procopia, casada con el noble Miguel Rangabé. También influyó en dichas elecciones la continuación de las guerras contra los búlgaros y las negociaciones con Carlomagno sobre los límites del Imperio. Inclusive, Teófano trató de hacerse con el poder como ya hiciera en el pasado su pariente Irene, apoyando Estauracio sus pretensiones y llegando a intentar cegar a su cuñado. Tras fracasar todos los intentos por imponerse, Estauracio acabó cediendo y nombró a Miguel su sucesor, renunciando al imperio el 2 de octubre del año 811. Estauracio y Teófano se retiraron para hacer vida monástica. Teófanes el Confesor dice que la otrora emperatriz fundaría su propio monasterio, que curiosamente se llamaba Ta Hebraica que en griego refiere a los hebreos o judíos. Constantino VII, por su parte, dice que Teófano y Estauracio compartieron sepultura en el monasterio de la Santísima Trinidad de Constantinopla.